# Lijst van Tweede Kamerleden 1888-1891
Lijst van Tweede Kamerleden 1888-1891 geeft een overzicht van de leden van de Nederlandse Tweede Kamer in de periode tussen de algemene verkiezingen van 1888 en de algemene verkiezingen van 1891. De zittingsperiode van de Tweede Kamer ging in op 1 mei 1888 en eindigde op 14 september 1891.
De Tweede Kamer telde 100 leden, die gekozen werden in 84 districten. Zij werden gekozen voor een termijn van vier jaar.
| Naam                                   | partij/groepering | district           | begindatum        | einddatum         | refs    |
| -------------------------------------- | ----------------- | ------------------ | ----------------- | ----------------- | ------- |
| Jan van Alphen                         | ARP               | Ommen              | 1 mei 1888        | 14 september 1891 | [ 2 ]   |
| Titus van Asch van Wijck               | ARP               | Kampen             | 1 mei 1888        | 12 mei 1891       | [ 3 ]   |
| Antonius van Baar                      | bahlmannianen     | Eindhoven          | 1 mei 1888        | 26 januari 1889   | [ 4 ]   |
| Bernardus Bahlmann                     | bahlmannianen     | Tilburg            | 1 mei 1888        | 14 september 1891 | [ 5 ]   |
| Willem de Beaufort                     | LU                | Amsterdam          | 1 mei 1888        | 14 september 1891 | [ 6 ]   |
| Gerard Beelaerts van Blokland          | ARP               | Steenwijk          | 1 mei 1888        | 14 september 1891 | [ 7 ]   |
| Arnoldus van Berckel                   | schaepmannianen   | Loosduinen         | 1 mei 1888        | 14 september 1891 | [ 8 ]   |
| Jean Bevers                            | schaepmannianen   | Doetinchem         | 1 mei 1888        | 14 september 1891 | [ 9 ]   |
| Hendrik Bool                           | LU                | Leiden             | 1 mei 1888        | 14 september 1891 | [ 10 ]  |
| Allard van der Borch van Verwolde      | ARP               | Schiedam           | 27 november 1888  | 14 september 1891 | [ 11 ]  |
| Jacob Boreel van Hogelanden            | LU                | Beverwijk          | 1 mei 1888        | 14 september 1891 | [ 12 ]  |
| Theodorus Borret                       | schaepmannianen   | Oosterhout         | 1 mei 1888        | 14 september 1891 | [ 13 ]  |
| Okke Bosgra                            | ARP               | Bergum             | 1 mei 1888        | 20 augustus 1888  | [ 14 ]  |
| Carel Brantsen                         | ARP               | Lochem             | 14 november 1888  | 14 september 1891 | [ 15 ]  |
| Willem Brantsen van de Zijp            | ARP               | Sneek              | 1 mei 1888        | 14 september 1891 | [ 16 ]  |
| Hubert Brouwers                        | bahlmannianen     | Roermond           | 1 mei 1888        | 15 mei 1889       | [ 17 ]  |
| Frederik van Bylandt                   | ARP               | Apeldoorn          | 1 mei 1888        | 14 september 1891 | [ 18 ]  |
| Jean Clercx                            | bahlmannianen     | Weert              | 1 mei 1888        | 14 september 1891 | [ 19 ]  |
| Jacob Cremer                           | LU                | Amsterdam          | 11 september 1888 | 14 september 1891 | [ 20 ]  |
| Eppo Cremers                           | LU                | Zuidhorn           | 1 mei 1888        | 17 januari 1891   | [ 21 ]  |
| Willem Cremers                         | schaepmannianen   | Almelo             | 1 mei 1888        | 14 september 1891 | [ 22 ]  |
| Alexander van Dedem                    | ARP               | Zwolle             | 1 mei 1888        | 14 september 1891 | [ 23 ]  |
| Godert van Dedem                       | ARP               | Elst               | 1 mei 1888        | 14 september 1891 | [ 24 ]  |
| Willem van Dedem                       | LU                | Hoorn              | 1 mei 1888        | 14 september 1891 | [ 25 ]  |
| Albertus van Delden                    | LU                | Deventer           | 1 mei 1888        | 14 september 1891 | [ 26 ]  |
| George Diepen                          | bahlmannianen     | Roermond           | 12 mei 1891       | 14 september 1891 | [ 27 ]  |
| Herman Dijckmeester                    | LU                | Tiel               | 1 mei 1888        | 14 september 1891 | [ 28 ]  |
| Franciscus Dobbelmann                  | bahlmannianen     | Nijmegen           | 9 juli 1889       | 14 september 1891 | [ 29 ]  |
| Ferdinand Domela Nieuwenhuis           | SDB               | Schoterland        | 1 mei 1888        | 14 september 1891 | [ 30 ]  |
| Johannes Donner                        | ARP               | Katwijk            | 1 mei 1888        | 14 september 1891 | [ 31 ]  |
| Derck Engelberts                       | ARP               | Zutphen            | 1 mei 1888        | 14 september 1891 | [ 32 ]  |
| Jan Fabius                             | ARP               | Delft              | 1 mei 1888        | 26 maart 1890     | [ 33 ]  |
| Antonie Farncombe Sanders              | LU                | Haarlem            | 1 mei 1888        | 14 september 1891 | [ 34 ]  |
| Warmold van der Feltz                  | LU                | Assen              | 1 mei 1888        | 14 september 1891 | [ 35 ]  |
| Barthold de Geer van Jutphaas          | ARP               | Sliedrecht         | 1 mei 1888        | 14 september 1891 | [ 36 ]  |
| Willem Geertsema                       | LU                | Enschede           | 1 mei 1888        | 14 september 1891 | [ 37 ]  |
| Hugo van Gijn                          | LU                | Dordrecht          | 10 april 1889     | 14 september 1891 | [ 38 ]  |
| Adriaan Gildemeester                   | LU                | Amsterdam          | 1 mei 1888        | 14 september 1891 | [ 39 ]  |
| Johan Gleichman                        | LU                | Amsterdam          | 1 mei 1888        | 14 september 1891 | [ 40 ]  |
| Nicolaas Glinderman                    | ARP               | Oostburg           | 1 mei 1888        | 14 september 1891 | [ 41 ]  |
| Gerardus Goekoop                       | LU                | Brielle            | 1 mei 1888        | 14 september 1891 | [ 42 ]  |
| Hendrik Goeman Borgesius               | LU                | Veendam            | 1 mei 1888        | 14 september 1891 | [ 43 ]  |
| Lodewijk Greeve                        | LU                | 's-Gravenhage      | 1 mei 1888        | 1 oktober 1889    | [ 44 ]  |
| Henri Guyot                            | LU                | 's-Gravenhage      | 19 november 1889  | 14 september 1891 | [ 45 ]  |
| Leopold Haffmans                       | bahlmannianen     | Venlo              | 1 mei 1888        | 14 september 1891 | [ 46 ]  |
| Jan Harte                              | bahlmannianen     | Grave              | 1 mei 1888        | 14 september 1891 | [ 47 ]  |
| Abraham Hartogh                        | LU                | Amsterdam          | 1 mei 1888        | 14 september 1891 | [ 48 ]  |
| Theo Heemskerk                         | ARP               | Ridderkerk         | 1 mei 1888        | 14 september 1891 | [ 49 ]  |
| Bernardus Heldt                        | LU                | Amsterdam          | 1 mei 1888        | 14 september 1891 | [ 50 ]  |
| George Hintzen                         | LU                | Rotterdam          | 7 mei 1888        | 14 september 1891 | [ 51 ]  |
| Samuel van Houten                      | LU                | Groningen          | 1 mei 1888        | 14 september 1891 | [ 52 ]  |
| Ulrich Huber                           | ARP               | Dokkum             | 1 mei 1888        | 14 september 1891 | [ 53 ]  |
| Willem van der Kaay                    | LU                | Alkmaar            | 1 mei 1888        | 14 september 1891 | [ 54 ]  |
| Abraham van Karnebeek                  | LU                | Rotterdam          | 3 maart 1891      | 14 september 1891 | [ 55 ]  |
| Lodewijk van Kempen                    | ARP               | 's-Gravenhage      | 1 mei 1888        | 14 september 1891 | [ 56 ]  |
| Arnold Kerdijk                         | LU                | Amsterdam          | 1 mei 1888        | 14 september 1891 | [ 57 ]  |
| Jacob van Kerkwijk                     | LU                | Zierikzee          | 1 mei 1888        | 14 september 1891 | [ 58 ]  |
| Levinus Keuchenius                     | ARP               | Goes               | 26 maart 1890     | 14 september 1891 | [ 59 ]  |
| Maximilien Kolkman                     | schaepmannianen   | Rheden             | 1 mei 1888        | 14 september 1891 | [ 60 ]  |
| Simon Land                             | LU                | Den Helder         | 1 mei 1888        | 14 september 1891 | [ 61 ]  |
| Jerôme Lambrechts                      | bahlmannianen     | Sittard            | 1 mei 1888        | 14 september 1891 | [ 62 ]  |
| Henry Levyssohn Norman                 | LU                | Rotterdam          | 1 mei 1888        | 14 september 1891 | [ 63 ]  |
| Franciscus Lieftinck                   | LU                | Franeker           | 1 mei 1888        | 14 september 1891 | [ 64 ]  |
| Constant van Löben Sels                | ARP               | Ede                | 10 juli 1888      | 14 september 1891 | [ 65 ]  |
| Christiaan Lucasse                     | ARP               | Middelburg         | 1 mei 1888        | 14 september 1891 | [ 66 ]  |
| Theodoor Mackay                        | ARP               | Hilversum          | 1 mei 1888        | 14 september 1891 | [ 67 ]  |
| Rudolf Mees                            | LU                | Rotterdam          | 1 mei 1888        | 14 september 1891 | [ 68 ]  |
| Willem de Meijier                      | LU                | Zaandam            | 1 mei 1888        | 14 september 1891 | [ 69 ]  |
| Louis Michiels van Verduynen           | bahlmannianen     | Breda              | 1 mei 1888        | 14 september 1891 | [ 70 ]  |
| Willem Mutsaers                        | bahlmannianen     | Eindhoven          | 19 maart 1889     | 14 september 1891 | [ 71 ]  |
| Joannes van Nunen                      | bahlmannianen     | Zevenbergen        | 10 juli 1888      | 14 september 1891 | [ 72 ]  |
| Ruurd Okma                             | ARP               | Wolvega            | 1 mei 1888        | 14 september 1891 | [ 73 ]  |
| Ernest d'Olne                          | bahlmannianen     | Roermond           | 9 juli 1889       | 9 april 1891      | [ 74 ]  |
| Walle Oppedijk                         | ARP               | Harlingen          | 1 mei 1888        | 14 september 1891 | [ 75 ]  |
| Joannes van Osenbruggen                | LU                | Dordrecht          | 1 mei 1888        | 25 februari 1889  | [ 76 ]  |
| Jacob Patijn                           | LU                | Schiedam           | 1 mei 1888        | 21 oktober 1888   | [ 77 ]  |
| Lambert de Ram                         | bahlmannianen     | Bergen op Zoom     | 1 mei 1888        | 14 september 1891 | [ 78 ]  |
| Frederic Reekers                       | schaepmannianen   | Haarlemmermeer     | 14 mei 1888       | 14 september 1891 | [ 79 ]  |
| Anthonie Reuther                       | bahlmannianen     | Nijmegen           | 1 mei 1888        | 27 april 1889     | [ 80 ]  |
| Joan Röell                             | LU                | Utrecht            | 1 mei 1888        | 14 september 1891 | [ 81 ]  |
| Willem Roijaards                       | LU                | Breukelen          | 1 mei 1888        | 14 september 1891 | [ 82 ]  |
| Willem Rooseboom                       | LU                | Arnhem             | 1 mei 1888        | 5 juli 1890       | [ 83 ]  |
| Willem Rooseboom                       | LU                | Arnhem             | 16 september 1890 | 14 september 1891 | [ 83 ]  |
| Derk de Ruiter Zijlker                 | LU                | Winschoten         | 1 mei 1888        | 14 september 1891 | [ 84 ]  |
| Leonard Ruland                         | bahlmannianen     | Gulpen             | 1 mei 1888        | 14 september 1891 | [ 85 ]  |
| Jan Rutgers van Rozenburg              | LU                | Amsterdam          | 1 mei 1888        | 14 september 1891 | [ 86 ]  |
| Alexander de Savornin Lohman           | ARP               | Goes               | 1 mei 1888        | 19 februari 1890  | [ 87 ]  |
| Herman Schaepman                       | schaepmannianen   | Wijk bij Duurstede | 1 mei 1888        | 14 september 1891 | [ 88 ]  |
| Jan Schepel                            | LU                | Appingedam         | 1 mei 1888        | 14 september 1891 | [ 89 ]  |
| Rutger Schimmelpenninck van Nijenhuis  | conservatieven    | 's-Gravenhage      | 1 mei 1888        | 14 september 1891 | [ 90 ]  |
| Alexander Schimmelpenninck van der Oye | ARP               | Lochem             | 1 mei 1888        | 1 oktober 1888    | [ 91 ]  |
| Jan Schimmelpenninck van der Oye       | ARP               | Amersfoort         | 10 juli 1888      | 14 september 1891 | [ 92 ]  |
| Jan Schreinemacher                     | bahlmannianen     | Maastricht         | 10 juli 1888      | 14 september 1891 | [ 93 ]  |
| Pierre van der Schrieck                | bahlmannianen     | 's-Hertogenbosch   | 1 mei 1888        | 14 september 1891 | [ 94 ]  |
| Hendrik Seret                          | ARP               | Gorinchem          | 1 mei 1888        | 14 september 1891 | [ 95 ]  |
| August Seyffardt                       | LU                | Utrecht            | 1 mei 1888        | 6 juli 1890       | [ 96 ]  |
| August Seyffardt                       | LU                | Utrecht            | 16 september 1890 | 14 september 1891 | [ 96 ]  |
| Harm Smeenge                           | LU                | Meppel             | 1 mei 1888        | 26 mei 1890       | [ 97 ]  |
| Harm Smeenge                           | LU                | Meppel             | 26 juni 1890      | 14 september 1891 | [ 97 ]  |
| Hendrik Smidt                          | LU                | Emmen              | 11 september 1888 | 14 september 1891 | [ 98 ]  |
| Johannes Tak van Poortvliet            | LU                | Amsterdam          | 1 mei 1888        | 14 september 1891 | [ 99 ]  |
| Jacobus Travaglino                     | bahlmannianen     | Druten             | 1 mei 1888        | 14 september 1891 | [ 100 ] |
| Jacob Veegens                          | LU                | Groningen          | 1 mei 1888        | 14 september 1891 | [ 101 ] |
| Henri van de Velde                     | ARP               | Delft              | 29 april 1890     | 14 september 1891 | [ 102 ] |
| Simon van Velzen                       | ARP               | Bodegraven         | 1 mei 1888        | 14 september 1891 | [ 103 ] |
| Petrus Vermeulen                       | bahlmannianen     | Helmond            | 1 mei 1888        | 14 september 1891 | [ 104 ] |
| Herman Verniers van der Loeff          | LU                | Rotterdam          | 1 mei 1888        | 22 januari 1891   | [ 105 ] |
| Willem Viruly Verbrugge                | LU                | Rotterdam          | 1 mei 1888        | 14 september 1891 | [ 106 ] |
| Dirk Visser van Hazerswoude            | LU                | Enkhuizen          | 1 mei 1888        | 4 oktober 1890    | [ 107 ] |
| Bernardus van Vlijmen                  | bahlmannianen     | Veghel             | 1 mei 1888        | 14 september 1891 | [ 108 ] |
| Antonius Vos de Wael                   | schaepmannianen   | Waalwijk           | 1 mei 1888        | 14 september 1891 | [ 109 ] |
| Luutzen de Vries                       | ARP               | Bergum             | 3 oktober 1888    | 14 september 1891 | [ 110 ] |
| Felix Walter                           | bahlmannianen     | Hontenisse         | 1 mei 1888        | 4 maart 1891      | [ 111 ] |
| Felix Walter                           | bahlmannianen     | Hontenisse         | 14 april 1891     | 14 september 1891 | [ 111 ] |
| Otto van Wassenaer van Catwijck        | ARP               | Gouda              | 10 juli 1888      | 14 september 1891 | [ 112 ] |
| Johannes Zaaijer                       | LU                | Leeuwarden         | 1 mei 1888        | 14 september 1891 | [ 113 ] |
| Geuchien Zijlma                        | LU                | Zuidhorn           | 3 maart 1891      | 14 september 1891 | [ 114 ] |
| Jan Zijp                               | LU                | Enkhuizen          | 11 november 1890  | 14 september 1891 | [ 115 ] |

1815-1818 ·
1818-1821 ·
1821-1824 ·
1824-1827 ·
1827-1830 ·
1830-1833 ·
1833-1836 ·
1836-1839 ·
1839-1842 ·
1842-1845 ·
1845-1848 ·
1848-1849 ·
1849-1850 ·
1850-1852 ·
1852-1853 ·
1853-1854 ·
1854-1856 ·
1856-1858 ·
1858-1860 ·
1860-1862 ·
1862-1864 ·
1864-1866 ·
1866 (sep) ·
1866-1868 ·
1868-1869 ·
1869-1871 ·
1871-1873 ·
1873-1875 ·
1875-1877 ·
1877-1879 ·
1879-1881 ·
1881-1883 ·
1883-1884 ·
1884-1886 ·
1886-1887 ·
1887-1888 ·
1888-1891 ·
1891-1894 ·
1894-1897 ·
1897-1901 ·
1901-1905 ·
1905-1909 ·
1909-1913 ·
1913-1917 ·
1917-1918 ·
1918-1922 ·
1922-1925 ·
1925-1929 ·
1929-1933 ·
1933-1937 ·
1937-1946 ·
1946-1948 ·
1948-1952 ·
1952-1956 ·
1956-1959 ·
1959-1963 ·
1963-1967 ·
1967-1971 ·
1971-1972 ·
1972-1977 ·
1977-1981 ·
1981-1982 ·
1982-1986 ·
1986-1989 ·
1989-1994 ·
1994-1998 ·
1998-2002 ·
2002-2003 ·
2003-2006 ·
2006-2010 ·
2010-2012 ·
2012-2017 ·
2017-2021 ·
2021-2023 ·
2023-heden
Overzicht historische zetelverdeling